# Limnophora parviseta
Limnophora parviseta är en tvåvingeart som beskrevs av Malloch 1934. Limnophora parviseta ingår i släktet Limnophora och familjen husflugor. Inga underarter finns listade i Catalogue of Life.